# NGC 1659
NGC 1659 је спирална галаксија у сазвежђу Еридан која се налази на NGC листи објеката дубоког неба.
Деклинација објекта је - 4° 47' 19" а ректасцензија 4h 46m 30,0s. Привидна величина (магнитуда) објекта NGC 1659 износи 12,5 а фотографска магнитуда 13,3. NGC 1659 је још познат и под ознакама NGC 1677, MCG -1-13-6, IRAS 04440-0452, PGC 15977.